# Саратога (фільм)
Саратога (англ. Saratoga) — американська романтична комедія режисер Джека Конвея. Джин Гарлоу померла від уремії, у червні 1937 року, під час зйомок «Саратоги»: дев'яносто відсотків стрічки були завершені, сцени що залишилися, були зняті на відстані або з двійниками.

## Сюжет
Керол Клейто (Джин Гарлоу) — дочка фермера, що розводить племінних коней Френка Клейтона, навмисно програв ферму «Саратога» близькому другові-букмекерові Дюку Бредлі (Кларк Гейбл). Після смерті батька, Керол забороняє своєму нареченому Гартлі Медісону робити ставки на кінних перегонах, на превеликий жаль для Дюка, який сподівався відіграти свої гроші, програні Гартлі у Белмонті. Керол і Дьюк протистоять один одному, їх зустрічі супроводжуються постійними сварками. Тим часом, Дюк зі своїм старим другом Фрітці придумали як покрити збитки. Вони вмовили найкращого жокея Діксі Гордона, за винагороду, змінити коня. До цього моменту Керол вже закохалася у Дюка і розірвала заручини з Гартлі. Але Дюк, поважаючи бажання її покійного батька, який заборонив дочці мати справу з усіма, хто пов'язаному зі кінними перегонами. Керол купує контракт Гордона у Фрітці. Все готово для розорення Дюка, але добросердечний Фрітці рятує положення.

## У ролях
| Актор             | Роль           |
| ----------------- | -------------- |
| Кларк Гейбл       | Дюк Бредлі     |
| Джин Гарлоу       | Керол Клейтон  |
| Лайонел Беррімор  | дідусь Клейтон |
| Френк Морган      | Джессі Кіфмаєр |
| Волтер Піджен     | Гартлі Медісон |
| Уна Меркел        | Фріці          |
| Кліфф Едвардс     | Тіп            |
| Джордж Сукко      | доктор Бірд    |
| Джонатан Гейл     | Френк Клейтон  |
| Гетті МакДеніел   | Розета         |
| Френкі Даррен     | Діксі Гордон   |
| Маргарет Гемілтон | Мейзі          |